# Мітавський палац
 Мітавський палац (нім. Schloss Mitau; латис. Jelgavas pils, інші назви — Мітавський замок, Єлгавський замок, Єлгавський палац) — бароковий палац у в місті Єлгава (раніше Мітава), Латвія. Резиденція курляндських герцогів. Найбільша палацова споруда, що збереглася, на теренах країн Балтії. Перебудований у бароковому стилі архітектором Франческо Бартоломео Растреллі. Був тимчасовою резиденцією французького короля-вигнанця Людовика XVIII (1798—1801).

## Історія

### Замок

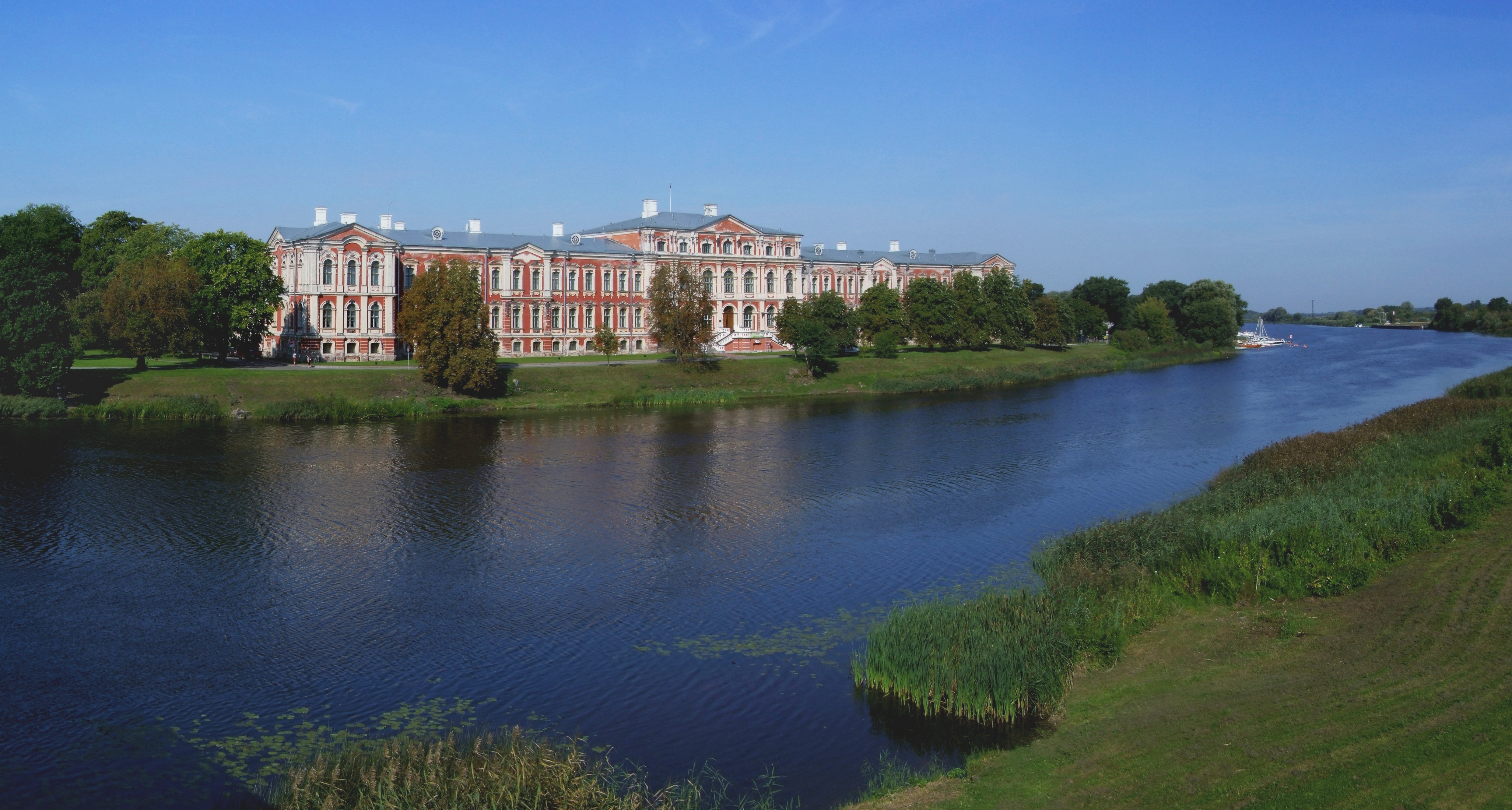
Мітавський палац, літо

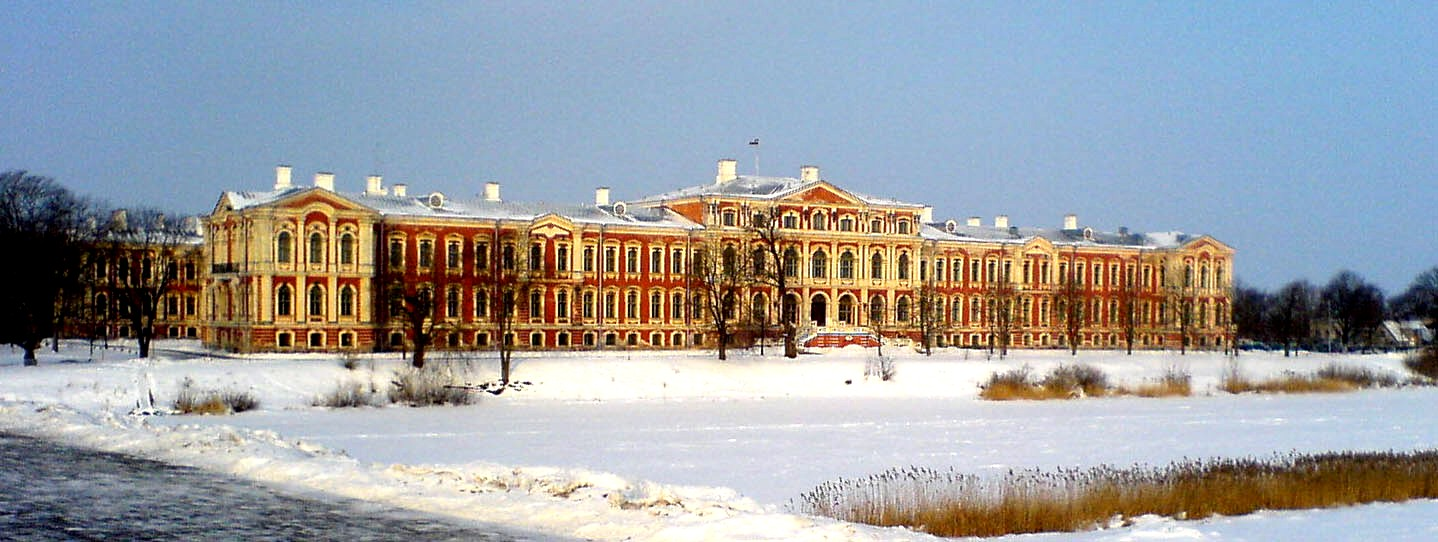
Мітавський палац, зима

Колись на цьому острові стояв замок курляндських герцогів з родини Кеттлерів. Замок стояв на острівці річки Лієлупе і мав квадратне розпланування з кутовими вежами. Оборонна функція в ньому переважала над красою.
В 18 століття це була територія Курляндського герцогства, яке з часом ставало все залежнішим від Російської імперії. Під військовим тиском Росії герцогський престол передали Ернсту-Йогану фон Бірону, фавориту російської імператриці.
Ще не будучи герцогом, Бірон розпочав будівництво своєї резиденції в містечку Рундалє. Будівництво в Рундалє ще тривало, як політична ситуація змінилася і новий суспільний статус спонукав Бірона, тепер вже герцога, розпочати будівництво нової, вже герцогської резиденції. Тоді і обрали місцем для нового замку — палацу — стару резиденцію на остові в Мітаві. Але пихатому герцогу старі приміщення 400-річного замку не подобались.
За вимогами Бірона, нова резиденція повинна була перебільшити розмірами та розкішшю стародавній замок Кетлерів. Проєкт створив придворний архітектор російської імператриці — Бартоломео Растреллі.

### Проєкт Растреллі

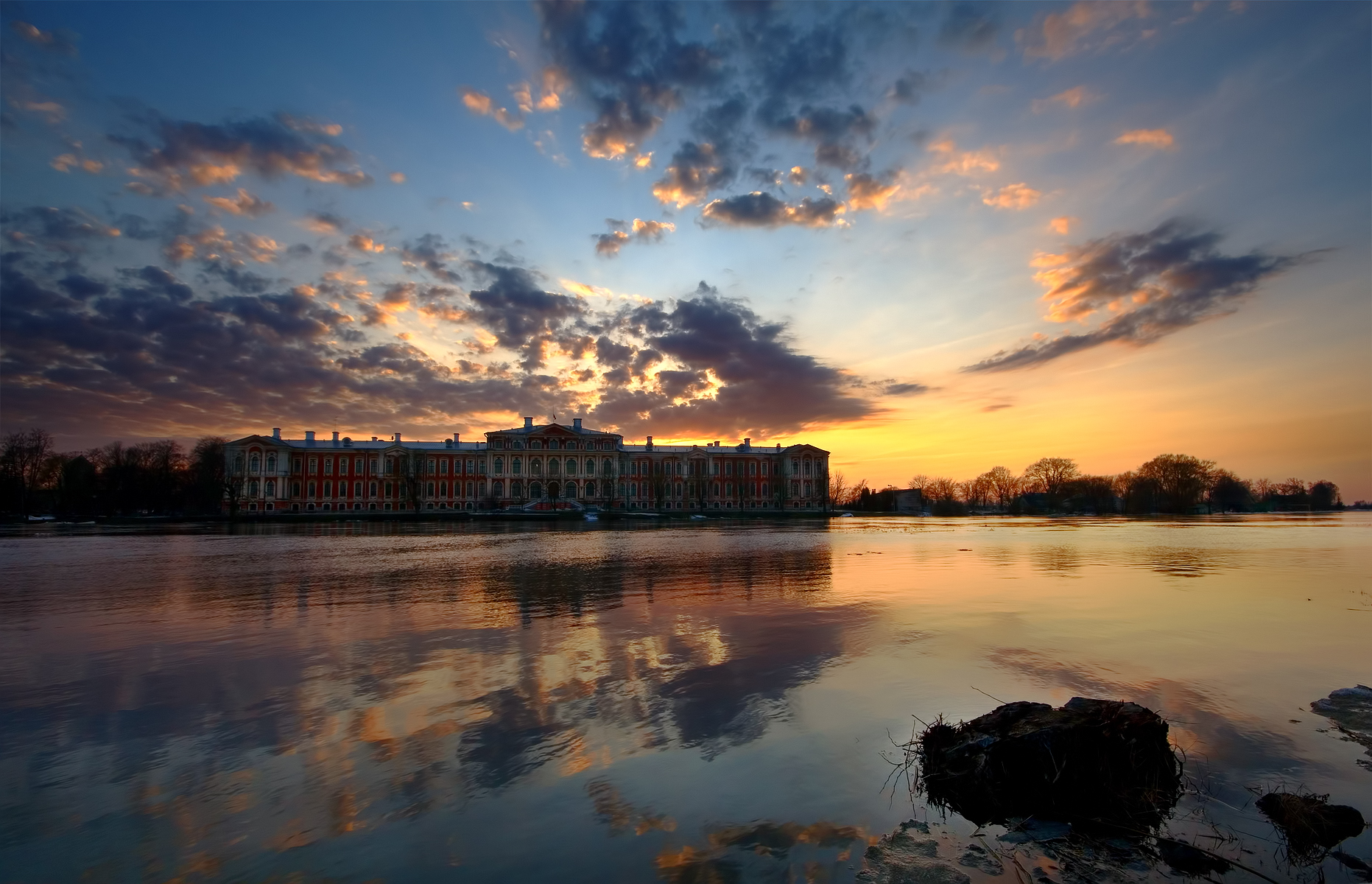
Мітавський палац.

Зберігся генеральний план нового замку. За проєктом Растреллі острів ставав фортецею бастіонного типу. В центрі фортеці височив величний, П-подібний в плані замок-палац, розкритий в бік невеликого міста. Фортеця мала три брами з кордегардіями та містки, що з'єднували острів з материком. Майже уся площа острівця була зайнята палацом та бастіонами. Тому місця для саду бароко не залишилося. Лише невеличкі острівці на річці поряд планували перетворити на садові ділянки з павільйонами.
Будівництво розпочали у 1738 році. Новоспечений герцог робив усе, аби прискорити роботи. Так, з Петербургу, де він перебував, надіслав в Мітаву 2.000 вояків та будівельників. Три роки працювали цегельні заводи поряд. Теслярські роботи йшли водночас, готували дубові двері, віконні рами. З міста Тули привезли металеві ливарні прикраси у вигляді картушів з левами. В Німеччині придбали пластини свинцю для дахів. Для оздоб інтер'єрів залучили німецьких та італійських майстрів, місцевих ремісників.
Через три роки політична ситуація знову змінилася, тепер вже не на користь Бірона. Його арештували та відправили в заслання до Росії. Раптово розпочате будівництво раптово ж і припинилося. Вояків та будівельників повернули до Петербурга, забравши з палацу і частину будівельних матеріалів. Перебрався в Петербург і архітектор Растреллі, де розпочався найплідніший період його творчості, тепер вже на замовлення імператриці Єлизавети та російських аристократів.
Нашвидкуруч добудований палац наприкінці 18 століття використовували для тимчасового житла вельможних емігрантів з Франції, що втекли в роки Французької революції 1789-1793 рр. У 1795 р. Курляндське герцогство стало частиною Російської імперії.
У 1798—1801 роках Мітавський палац став тимчасовою резиденцією французького-короля вигнанця Людовика XVIII. Він утік із революційної Франції й отримав прихисток від російського імператора Павла І в Курляндії. Король намагався відтворити у Мітаві розкоші французького двору. 
В 19 ст. палац міняв володарів, зазнав перебудов. У 1918 р. під час 1-ї світової та у 1944-му зазнав руйнувань. В повоєнні роки був відбудований без відтворення історичних інтер'єрів.
За часів СРСР просторі приміщення палацу віддали Латвійській сільськогосподарській академії.

## Усипальниця

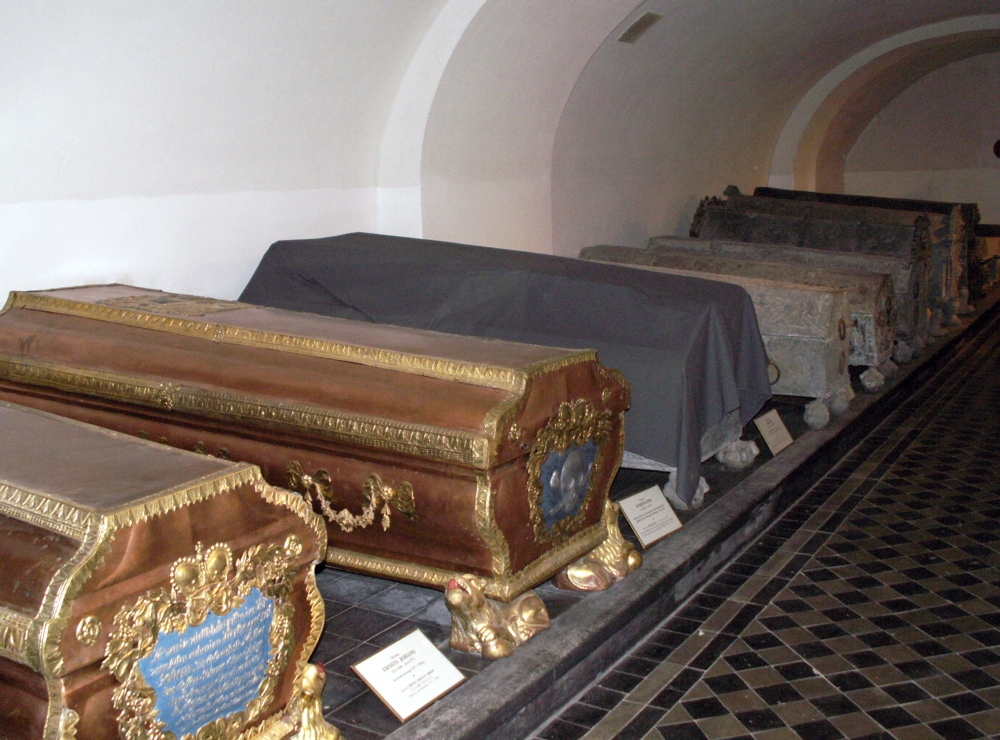
Саркофаги Кеттлерів.

На території палацу розташована усипальниця герцогів Курляндії і Семигалії. Вона була побудована 1820 року на місці замкової каплиці, на південному сході цокольного поверху. В усипальниці розміщено 21 саркофаг, виконаний для герцогів із династії Кеттлерів з 1569 по 1743 роки. В усипальниці поховані:
- Готтгард Кеттлер, дружина Анна Мекленбург-Гюстровська
- Вільгельм Кеттлер
- Фрідріх Кеттлер, дружина Елізабета-Магдалена Померанська
- Яків Кеттлер